# Tomaž Šalamun

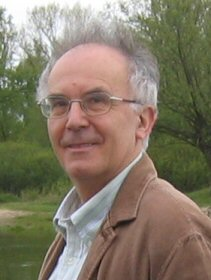
Tomaž Šalamun (2005)

Tomaž Šalamun (* 4. Juli 1941 in Zagreb, Unabhängiger Staat Kroatien; † 27. Dezember 2014 in Ljubljana, Slowenien) war ein slowenischer Dichter.

## Leben
Šalamun wuchs im damaligen Jugoslawien in Koper auf. Er veröffentlichte 39 Sammlungen mit Poesie in seiner Muttersprache Slowenisch. Šalamun verbrachte in den 1970er Jahren zwei Jahre am Writer’s Workshop der University of Iowa und lebte seither zeitweise in den Vereinigten Staaten. Eine Zeit lang arbeitete er als Kulturattaché an der slowenischen Botschaft in New York City.
Šalamun lebte in Ljubljana und war mit der Malerin Metka Krašovec verheiratet. Er wurde 2005 zum außerordentlichen, 2013 zum ordentlichen Mitglied der Slowenischen Akademie der Wissenschaften und Künste gewählt.

## Werke in deutscher Übersetzung
- Ein Stengel Petersilie im Smoking. Gedichte, übersetzt von Peter Urban, S. Fischer, Frankfurt am Main 1972, ISBN 3-10-070401-0.
- Vier Fragen der Melancholie, Ed. Korrespondenzen, Wien 2003.
- Aber das sind Ausnahmen, Ed. Korrespondenzen, Wien 2004.
- Ballade für Metka Krašovec, Ed. Korrespondenzen, Wien 2005.
- Lesen: Lieben. Übersetzung Fabjan Hafner. Suhrkamp, Frankfurt am Main 2006.
- Wink an die Sphinx, Daedalus-Verl., Münster 2007.
- Rudert! Rudert!. Zweisprachige Ausgabe. Übersetzung Gregor Podlogar und Monika Rinck. Edition Korrespondenzen, Wien 2012.
- Steine aus dem Himmel. Gedichte. Zweisprachige Ausgabe. Aus dem Slowenischen von Matthias Göritz, Liza Linde und Monika Rinck, Suhrkamp, Berlin 2023, ISBN 978-3-518-22546-2.